# Bakewell Island
Bakewell Island (norwegisch Bakewelløya) ist eine kleine und vereiste Insel nahe der Prinzessin-Martha-Küste des ostantarktischen Königin-Maud-Lands. Sie liegt östlich der Insel Lyddan Island im südlichen Teil des Riiser-Larsen-Schelfeises.
Die Insel wurde am 5. November 1967 beim Überflug einer Lockheed C-130 Hercules der Flugstaffel VX-6 der United States Navy entdeckt und vom United States Geological Survey anhand der dabei entstandenen Luftaufnahmen kartiert. Das Advisory Committee on Antarctic Names benannte sie nach William Lincoln Bakewell (1888–1969), einziger US-amerikanischer Teilnehmer der Endurance-Expedition (1914–1916) des britischen Polarforschers Ernest Shackleton.